# ميخائيل روبنسون (لاعب كرة قدم أمريكية)

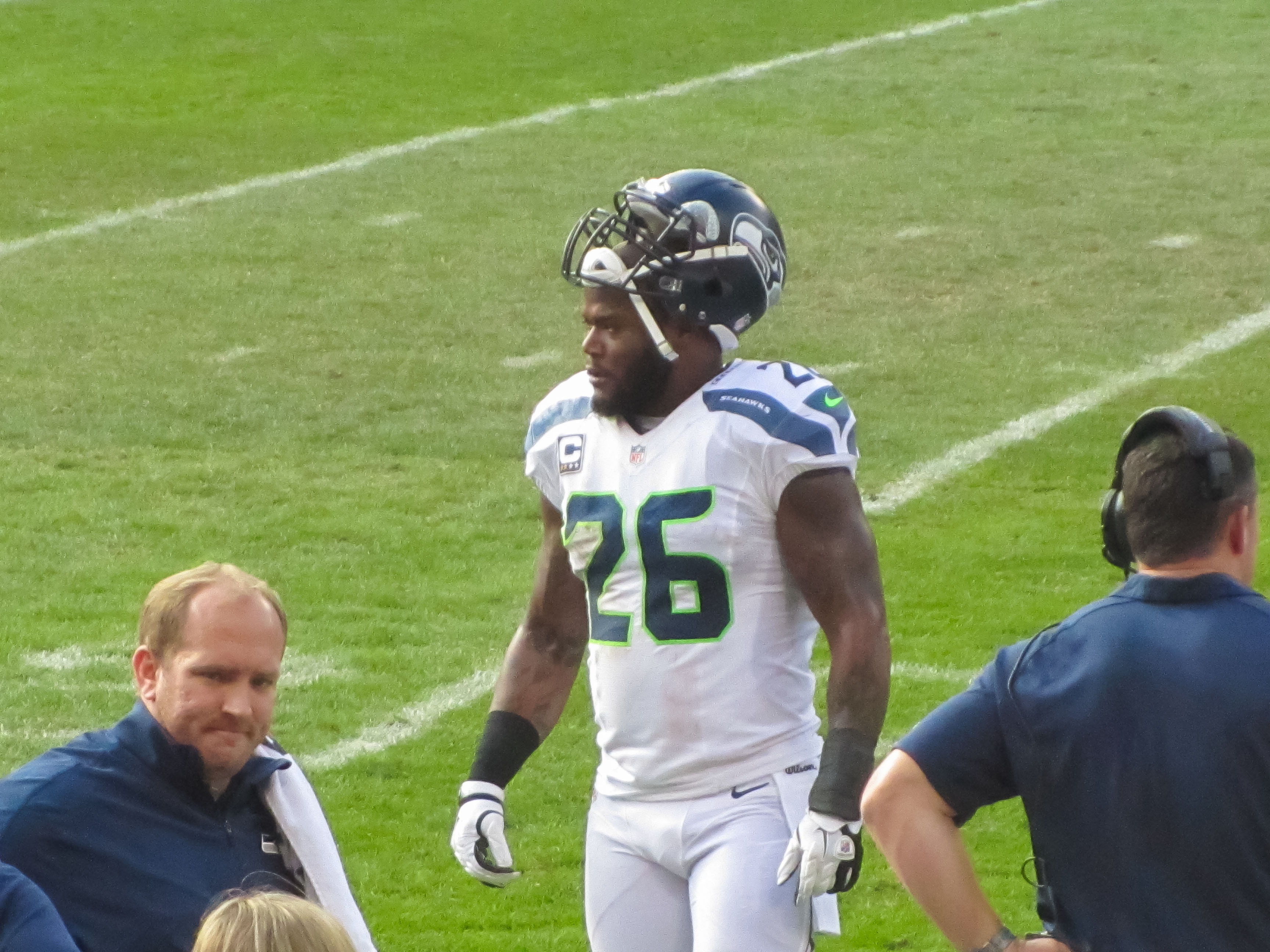
بريان شنايدر ومايكل روبنسون

ميخائيل روبنسون (بالإنجليزية: Michael Robinson) هو لاعب كرة قدم أمريكية أمريكي، ولد في 3 مارس 1986 في نيوبورغ في الولايات المتحدة.